# Jembrana albinotata
Jembrana albinotata är en insektsart som beskrevs av Kato 1933. Jembrana albinotata ingår i släktet Jembrana och familjen spottstritar. Inga underarter finns listade i Catalogue of Life.